# Școala de Jandarmi din Oradea
Școala de Jandarmi din Oradea este un ansamblu de clădiri în stilul secesiunii vieneze (Jugendstil), ușor identificabil, proiectat de frații arhitecți Vágó.
Clădirile sunt grupate pe funcțiuni, dar și pe categorii. În anul 1912, când planurile au fost preluate și continuate doar de József Vágó, existau clădirile școlii, băii, cantina și cazărmile soldaților. În perioada interbelică i-a fost păstrată destinația, iar după 1963 a funcționat ca sediu al Institutului Pedagogic de trei ani, având facultăți de filologie, matematică-fizică, istorie-geografie și de educație fizică. În 1990 s-a înființat Universitatea Tehnică Oradea, care astăzi are 18 facultăti.
Ansamblul se remarcă prin simplitatea masivă, impunătoare, la acea dată constituindu-se într-unul din cele mai reușite exemple de acest fel, prevestind începuturile arhitecturii moderne. 
Clădirea școlii are următoarele nivele: subsol, parter, două etaje, trei în partea centrală. Acestea erau inițial flancate de două terase. Spre stradă, în axul central, casa scării este marcată printr-un rezalit cu muchiile rotunjite. Ferestrele sunt înguste și alungite. Nivelul parterului este placat cu placi de ciment de formă deptunghiulară, atent fasonate, cu luciu mat, similare cu cele de la vila Darvas-La Roche.
Decorația feroneriei este specifică viziunii organice a stilului Art Nouveau. Vitraliile sunt tratate diferit în funcție de etaj. Sediul Comandamentului este plasat excentric. Ansamblul de clădiri este clasificat ca monument istoric, cod LMI BH-II-a-A-01031.